# Sydower Fließ
Sydower Fließ – gmina w Niemczech, w kraju związkowym Brandenburgia, w powiecie Barnim, wchodzi w skład związku gmin Biesenthal-Barnim.